# Cuverville (Eure)
Cuverville település Franciaországban, Eure megyében. Lakosainak száma 248 fő (2022. január 1.). Cuverville Les Andelys, Heuqueville, Houville-en-Vexin, La Roquette és Frenelles-en-Vexin községekkel határos.

## Népesség
A település népességének változása:
| Lakosok száma | 160  | 126  | 144  | 180  | 236  | 243  | 248  | 250  | 250  | 248  |
|               | 1968 | 1982 | 1990 | 2006 | 2013 | 2015 | 2017 | 2019 | 2020 | 2022 |